# 北園森林公園

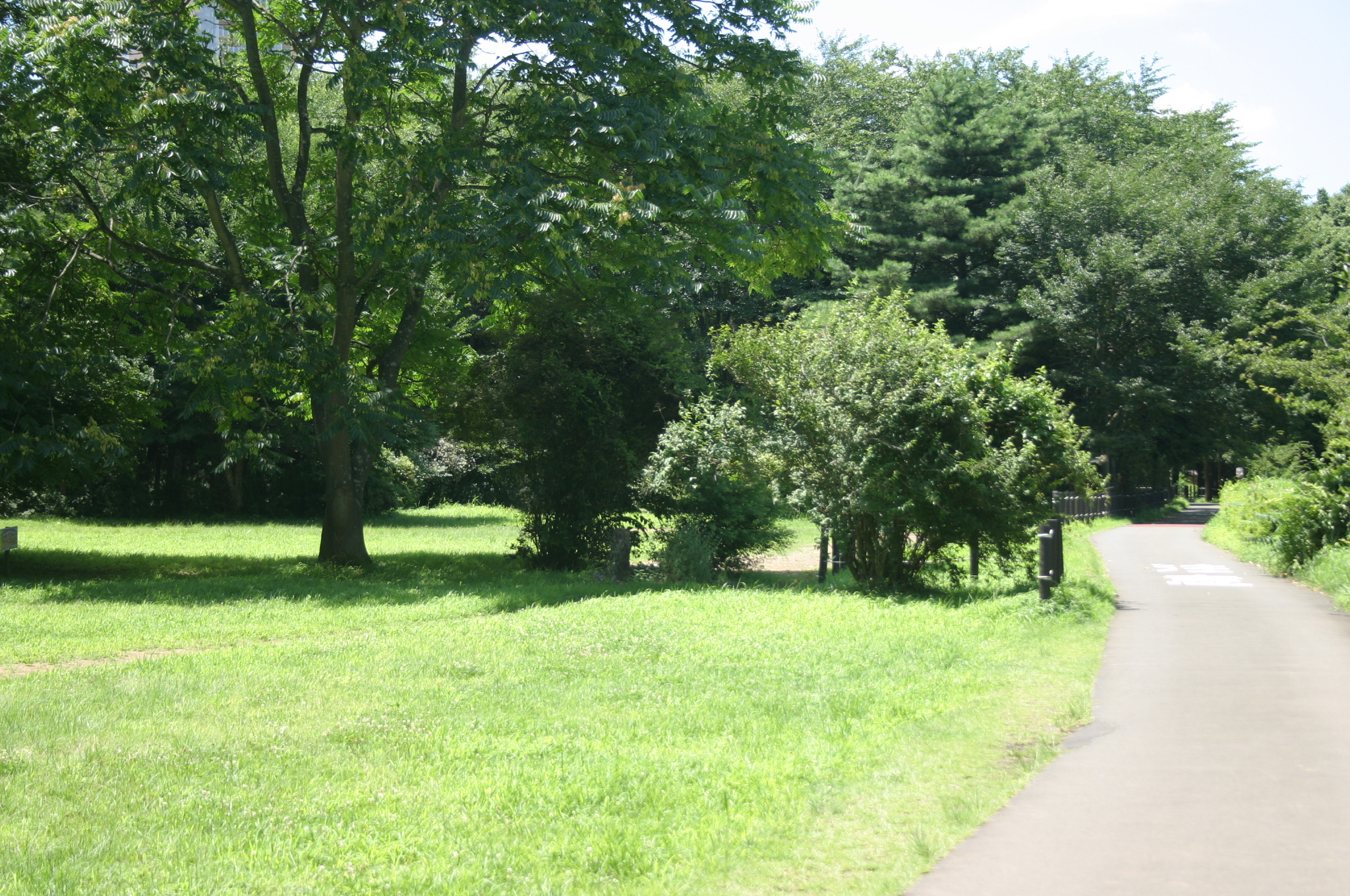
北園森林公園（遊歩道）

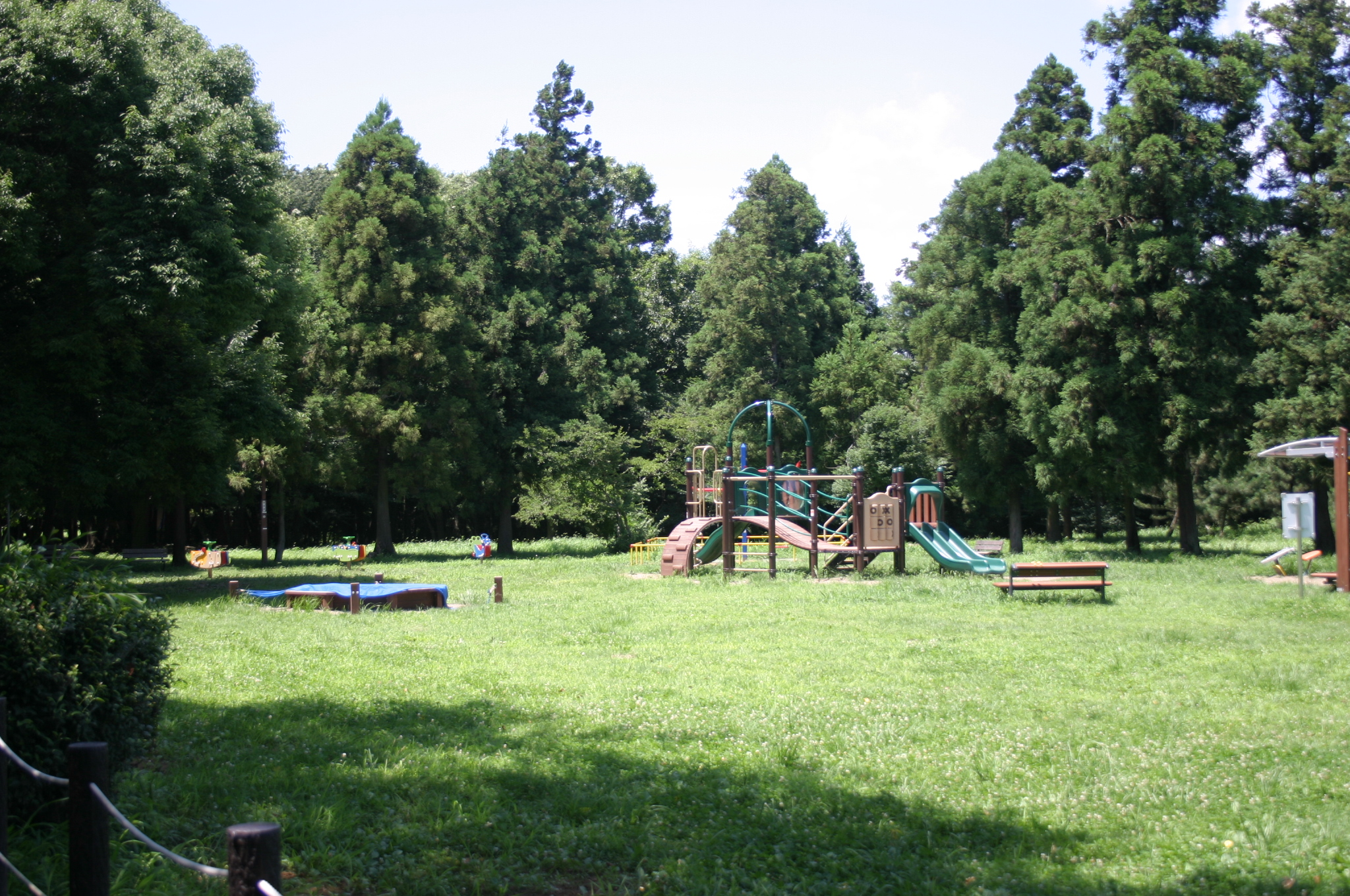
北園森林公園（遊具）

北園森林公園（ほくえんしんりんこうえん）は、茨城県守谷市松並にある森林公園である。面積は43,099m2。

## 概要
守谷駅から徒歩で約15分ほどの場所にある森林公園である。 森林公園の名の通り森に囲まれた公園で、園内にはアカマツ、アカシデ、イヌシデ、コナラ、サクラ、スギ、山法師などが植えられている。森林浴やピクニックを楽しむ家族連れも多く訪れる。（管理上バーベキューなど火器の取り扱いは禁止）また、特徴として、住宅街との間に仕切を設けておらず、隣接するひがし野二丁目の街と森（公園）が一体化しているような作りとなっている。森林公園に隣接して守谷城址公園がある。

## ドラマ・映画・CM撮影等
- ブスの瞳に恋してる（ドラマ）
- 守谷市、私の街